# Echinaster superbus
Echinaster superbus is een zeester uit de familie Echinasteridae.
De wetenschappelijke naam van de soort werd in 1916 gepubliceerd door Hubert Lyman Clark.